# Burg Raseborg
Die Raseborg (schwed. Raseborgs slott, finn. Raaseporin linna) ist eine mittelalterliche Burgruine im Süden Finnlands. Sie befindet sich im Gebiet der Stadt Raseborg in der Landschaft Uusimaa.

## Lage

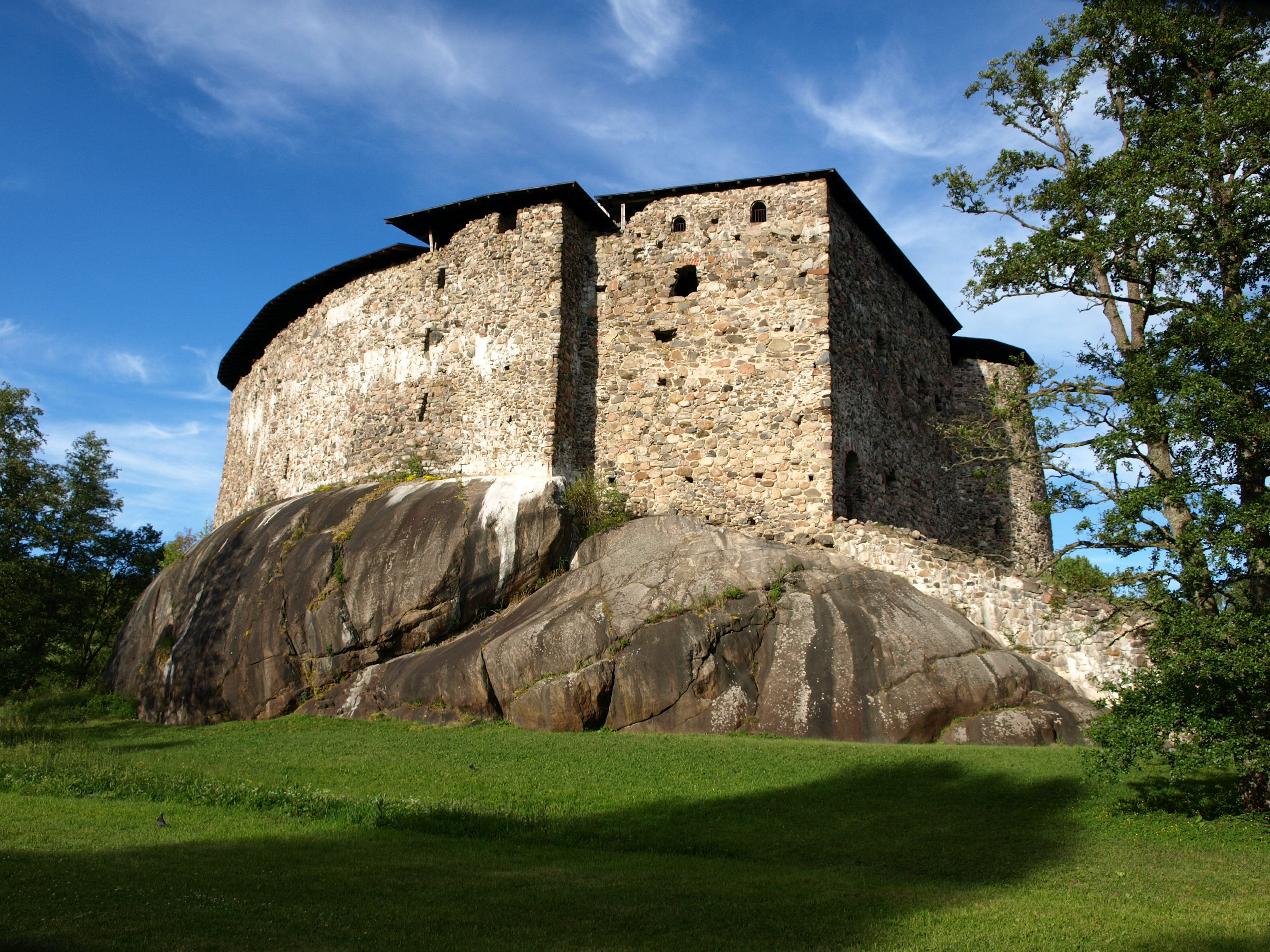
Die Raseborg auf ihrem Felsen

Die Raseborg ist eine Höhenburg. Sie wurde auf einem Felsen erbaut, der ursprünglich von allen Seiten mit Wasser umgeben war, weshalb sie vom Meer per Schiff zugänglich war. Heute fließt der nach der Burg benannte Fluss Raseborgs å in einiger Entfernung an ihr vorbei. Die Burg liegt an der Südküste Finnlands im westlichen Uusimaa auf halber Strecke zwischen Helsinki und Turku nahe der Ortschaft Snappertuna, die seit 1977 zu der Stadt Ekenäs gehört. Seit 2009 gibt die Burg der neu gegründeten Stadt Raseborg, die durch den Zusammenschluss von Ekenäs, Karis und Pohja entstand, den Namen.
Erbaut wurde die Raseborg an einer historischen Reiseroute der Waräger, die auf ihrem Weg von den europäischen Handelsplätzen Hedeby, Gotland und Birka zu ihren Handelspartnern bei den Slawen und in Byzanz die finnische Küste passieren mussten.

## Geschichte

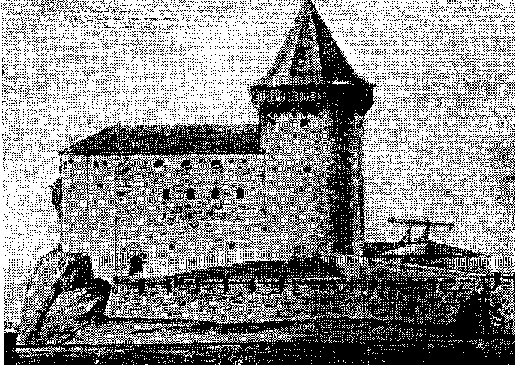
Zeitgenössische Abbildung der Burg um 1500

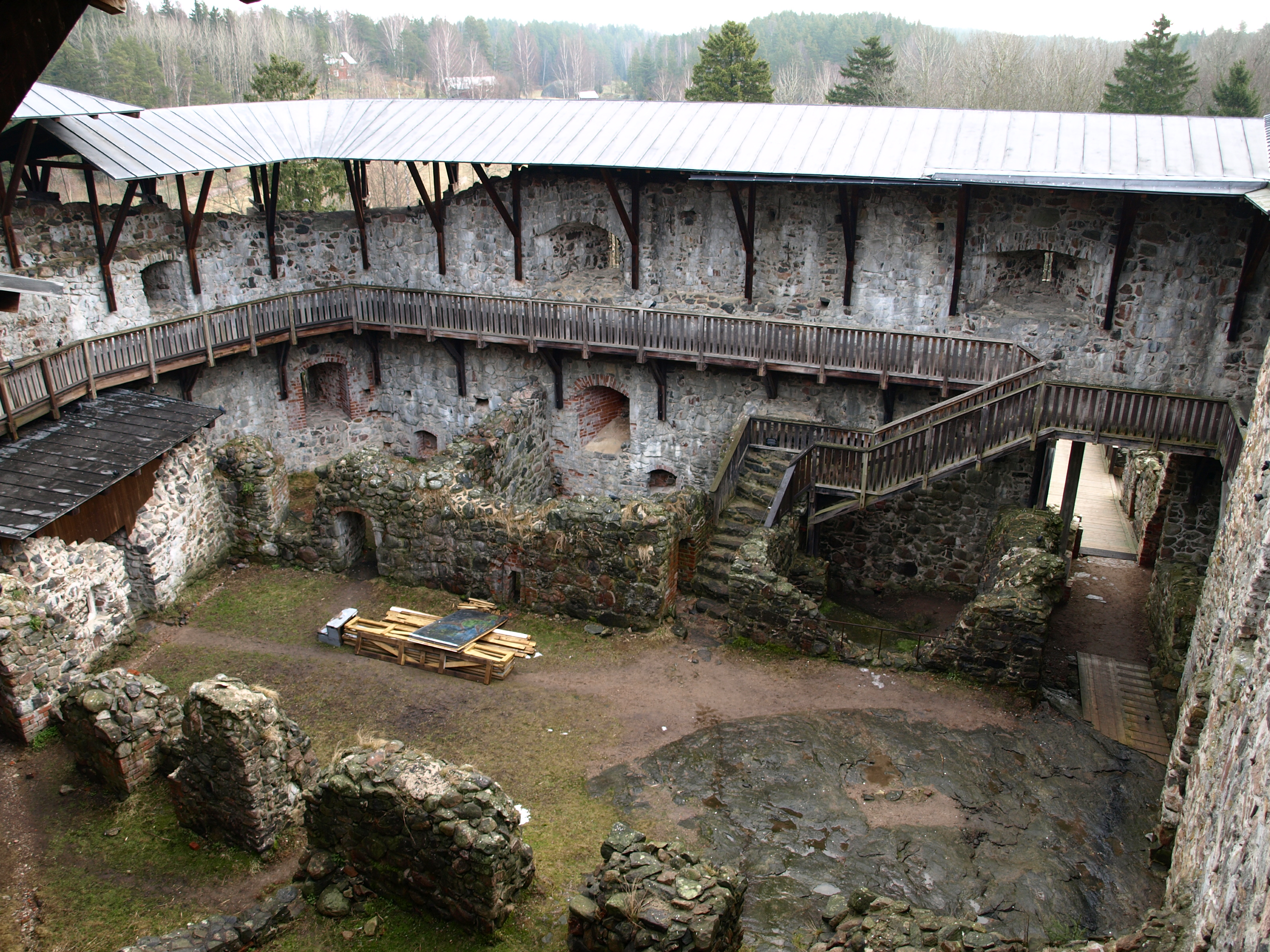
Der Innenhof heute

Die erste schriftliche Erwähnung der Raseborg findet sich 1378 in Dokumenten des schwedischen Reichsdrostes Bo Jonsson Grip, der Finnland von 1371 bis 1384 regierte. Aus diesen Dokumenten geht nicht hervor, wie alt die Burg zu diesem Zeitpunkt ist, nach heutigen Erkenntnissen geht man jedoch davon aus, dass die Bauarbeiten 1374 begannen und Grip nicht nur Eigentümer, sondern auch Auftraggeber des Baus war. Die Burgmauern wurden in mehreren Phasen auf einem vergletscherten Felsen errichtet und umgeben die beinahe quadratische Granitburg in Form eines Hufeisens. An die Burg wurden zwei Außenhöfe angebaut. Der große Rundturm wurde im 15. Jahrhundert errichtet.
Die Raseborg war der Sitz des Kronvogts, der für die Verwaltung der westlichen Südküste Finnlands zuständig war. Sie war ein bedeutender Handelsort und verantwortlich für die Verteidigung der schwedischen Interessen im Handel mit der livländischen Hansestadt Reval. Auf dem Hügel neben der Burg – dem Galgbacken – wurde am 16. Dezember 1520 im Auftrag des dänischen Königs Christian II. der schwedische Bischof Hemming Gadh hingerichtet.
Anfang des 16. Jahrhunderts übernahm König Gustav I. Wasa die Herrschaft über Schweden und Finnland. Er hielt die Burg für veraltet, vor allem was ihre Verteidigungsmöglichkeiten gegen Feuerwaffen betraf. Deshalb übertrug er die Aufgaben der Burg an die neu gegründeten Städte Tammisaari (heute Ekenäs) und Helsinki. 1553 wurde die Burg aufgegeben und verfiel drei Jahrhunderte lang.

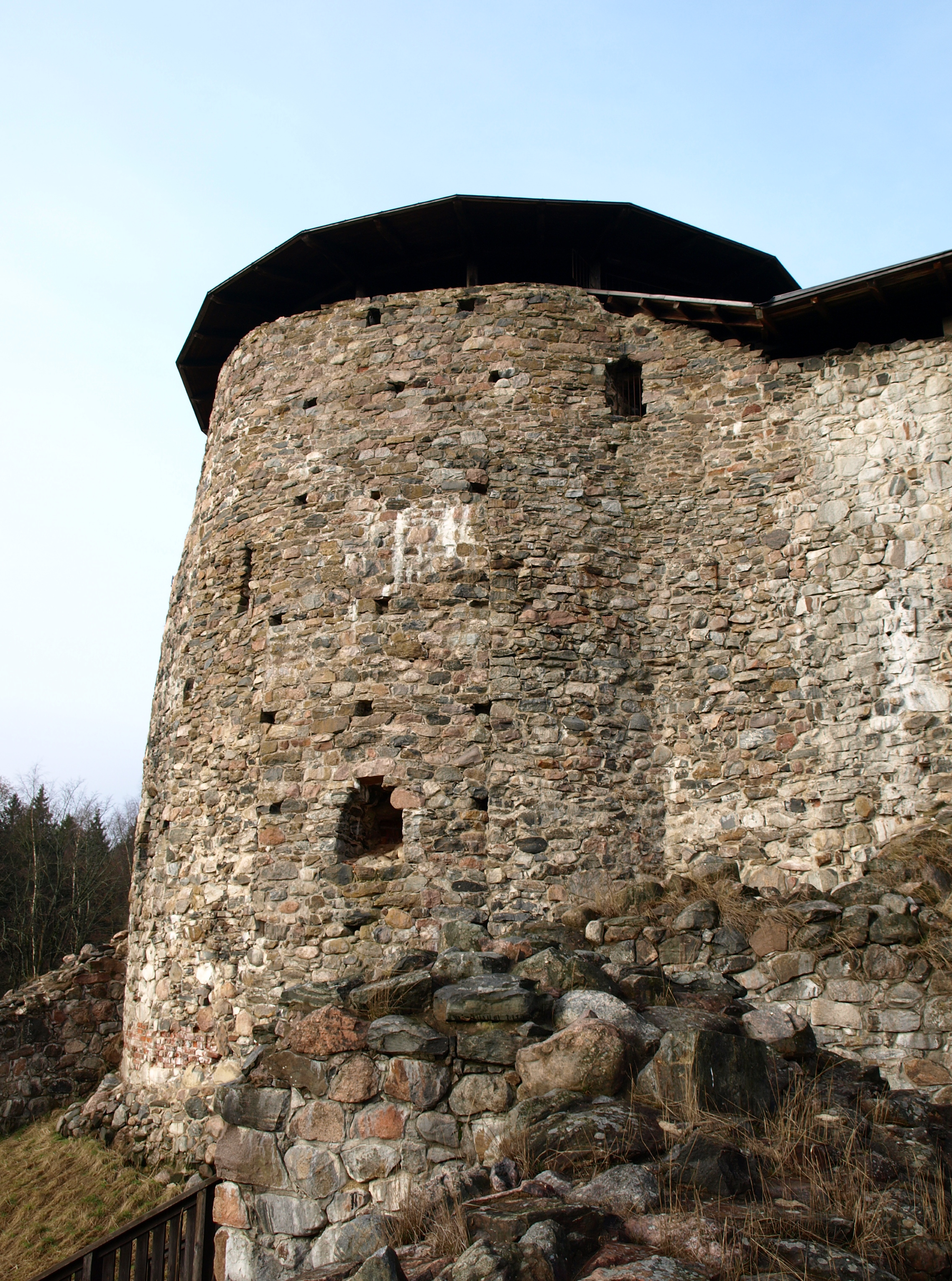
Der Rundturm

In den 1890er Jahren begannen die bis 1988 andauernden Renovierungsarbeiten. Die Renovierung wurde von offizieller Seite vor Abschluss eingestellt, da eine vollständige Restaurierung aufgrund lückenhafter Informationen zum ursprünglichen Aufbau der Burg nicht möglich sei. Bis zur Einstellung der Arbeiten wurden die Böden, Stiegen und Galerien restauriert und überdacht.

## Heutige Nutzung
Die Ruine ist zur Besichtigung freigegeben. Im Sommer werden von Raseborgs Festspel zahlreiche Veranstaltungen organisiert. Dazu gehören ein Mittsommerfest, antike Märkte, Mittelalterfestivals, Konzerte und Theateraufführungen. In der näheren Umgebung der Burg befinden sich ein Volksmuseum, eine alte Holzkirche und eine Jugendherberge.